# Ferran Canyameres i Casamada
Ferran Canyameres i Casamada (la Creu Alta, terme de Sant Pere de Terrassa, 22 de gener del 1898 - Barcelona, 28 de setembre del 1964) fou un escriptor català.

## Biografia[2]

### Infantesa
Nasqué al barri de la Creu Alta, actualment pertanyent a Sabadell, però que el 1898 encara era part del terme forà de Terrassa (Sant Pere de Terrassa), i al cap de poc la seva família es desplaçà per arrelar definitivament a la ciutat de Terrassa. Era fill d'en Valentí Canyameres i na Teresa Casamada i tenia almenys quatre germanes grans.
Després de cinc anys d'ensenyament primari, l'any 1909 passà a estudiar el batxillerat, pensionat per l'Ajuntament de Terrassa. El 1913, deixà d'estudiar-lo a les Escoles Pies perquè la situació econòmica dels seus pares els obligà a posar a treballar el seu fill. Començà per fer pràctiques d'escriptori en el despatx del taller d'ebenisteria on el seu pare feia d'encarregat. Sentint de molt petit l'atracció de l'art i de les lletres, ja feia temps que dibuixava i, fins i tot, ja havia publicat algun escrit que per timidesa començà signant amb el pseudònim de Ferran d'Egara.
L'any 1914 entrà a treballar d'escrivent en una tintoreria industrial. A partir d'aleshores col·laborà més obertament en publicacions locals de Terrassa, i també de fora, i el designaren per ocupar el secretariat d'entitats culturals, tasca en la qual no escatimava hores. A causa del seu temperament cercava la companyia de gent més gran que ell, aquella que en els seus esbargiments no s'acontentava amb els balls de societat ni amb allò que és corrent en la joventut sense ideal. Dos anys més tard, el professor de comptabilitat de l'escola nocturna a la qual assistia regularment, li feu bones proposicions i passà a treballar d'auxiliar seu en el despatx d'una fàbrica de teixits de llana.
D'aquesta època, de la seva infantesa sobretot, existeix l'obra Quan els sentits s'afinen, publicada l'any 1960 per l'Editorial Selecta, que fou molt ben acollida per la crítica i el públic. És l'inici d'unes memòries en les quals arriba tot just fins als dotze anys. Del capítol Primera anada a Barcelona va sortir-ne una edició de bibliòfil molt acurada, l'any 1949, amb unes litografies de Grau Sala. El llibre portava el títol de Barcelona a vol d'infant. Fou editat a París per l'Editorial Albor, que dirigia el mateix Ferran Canyameres.

### Joventut
El 1917, desitjós de veure món i marfonent-se en l'ambient enrarit del seu poble, amb la vènia i també amb la pena dels seus pares es traslladà a França, en plena guerra europea. Després d'uns mesos a la finca que un antic patró seu tenia no lluny de Carcassona, se n’anà a París. A Terrassa feien córrer que s'havia fet voluntari a la Primera Guerra Mundial, però, res d'això, sinó que treballà en diverses empreses de la Ciutat de les Llums. En aquest viatge a París, en un primer moment l'havia d'acompanyar Joan Salvat-Papasseit, però aquest desistí a darrera hora.
Intercalava el seu treball rutinari, que li donava el just per a viure, escrivint cròniques per a algunes publicacions, sempre de caràcter literari o humorístic. Es relacionava amb artistes i escriptors francesos, alguns dels quals continuaren distingint-lo amb llur amistat i consideració tot i haver assolit la celebritat. Durant aquesta època creà la revista Plançons, publicada a París, escrita en català i francès, de durada efímera.
Aquesta primera anada i estada a París queda evocada en unes altres memòries sota el títol de París el fel i la mel, obra pòstuma apareguda l'any 1965, publicada per l'Editorial Bruguera. També en aquest llibre manifesta la sensibilitat i la riquesa de llenguatge característica de l'escriptor i que, segons han dit els crítics, el vinculen a la tradició dels millors prosistes de Catalunya, com ara Víctor Català i Joaquim Ruyra, especialment amb aquest últim.
Aquesta obra relata els primers amors de l'autor, els primers passos en un món nou i desconegut, ple d'encís i així mateix d'amargors, els primers tractes amb escriptors i artistes, els seus primers contactes amb la bohèmia, amb la política, les reunions clandestines. L'estatge a París durà tot just un any però certament en tornà canviat, transfigurat. Les aventures amoroses, la lluita per guanyar-se la vida, la falta de mitjans, de protecció, l'ajudaren a definir-se, a afermar-se en les seves idees, a traçar-se un camí. A París l'adolescent es convertí en home.
Abans de l'armistici tornà a Catalunya. Un cop reintegrat a la seva terra i decidit a conservar la seva llibertat, Ferran Canyameres s'instal·là a Barcelona, on es guanyava escassament la vida col·laborant a periòdics i revistes i també fent d'oficinista. Fou recluta de la lleva del 1919, i el destinaren a Guadalajara, al cos d'Aerostació. Es posà malalt de seguida d'arribar-hi. Després d'una estada a l'hospital, passà a la caserna. Va perdre uns vint quilos en tres mesos i el rebaixaren de tot servei. Entrà en relació amb alguns cadets de l'Acadèmia d'Enginyers, als quals donava lliçons de francès i ajudava en llurs treballs, sobretot en els de dibuix. També col·laborà, aquest cop en castellà, en una revista cultural d'aquella ciutat.
Li telefonaren que el seu pare estava molt malalt i l'autoritzaren per anar a veure'l, però arribà a casa quan venien d'acompanyar el seu cadàver al cementiri. Tornà a Guadalajara amb la pena d'aquesta pèrdua. Per altra banda, la seva salut no millorava pas. L'any 1921, la seva mare feu expedient i el llicenciaren en qualitat de fill de vídua. Quatre de les seves germanes ja eren casades, i la mare i la germana petita vivien a casa d'una d'elles. En poques setmanes a llur costat recobrà pes i després de treballar de delineant en un taller de construcció de maquinària, se’n va anar a Barcelona per quedar-s'hi, malmirat pels seus conciutadans, els quals no capien com un jove que podia fer-se una situació gràcies a la protecció que molts li havien brindat, preferia la vida insegura. Però com que sotmetre's a ells significava també sotmetre's a llur politiqueta o a les ínfules d'un nou ric, optà per seguir el camí que l'atreia tot i considerar que era el més espinós.
Aquell mateix any feu una escapada a Tunis, a tall de mariner, en un vaixell mercant. Al cap de dos mesos i mig de vida pintoresca i trontollada en aquella terra, tornà a Barcelona amb el mateix vaixell. Treballà una temporada d'escrivent i una altra de dibuixant en una agència de publicitat, a la qual entrà per concurs. Cada dia més atret per l'ofici de les lletres, continuà col·laborant en diverses publicacions, profusament, i es llançà a la vida platxeriosa sense gaires manies. Caigué malalt del tifus i arribà a les portes de la mort. L'Ajuntament de Barcelona li passava cinc duros diaris, i eren molts els que contribuïen a satisfer les despeses de la seva malaltia. Àdhuc l'editor Antoni López Llausàs, famós per la seva gasiveria, hi contribuí amb cent duros.
Després d'una llarga convalescència, passada al costat de la seva mare, tornà a Barcelona, on l'absorbí de ple la jungla de la bohèmia literària. Publicava més que mai usant infinitat de pseudònims, sense l'ambició de fer-se un nom, sinó únicament per a subvenir a les seves necessitats, hàbits o fantasies. Es relacionava amb figures rellevants de l'art, de les lletres i de la política, sense que en aquest camp combregués amb l'ideari dels qui s'hi movien, sempre fidel al seu amor a Catalunya, emportat per la dèria d'expressar-se clar i català perquè el català era la seva llengua, la que s'havia emmotllat més bé al seu tarannà en l'esplai dels seus sentiments.
Del període d'aquesta vida desordenada, rebel, bohèmia i inquieta que s'allarga del 1918 al 1925, n’escriurà més tard unes pàgines que s'afegiran a la publicació de París, el fel i la mel, amb el títol de La vida en pseudònim. Hi recull els noms ficticis que emprava i àdhuc els noms de les revistes i setmanaris en els quals col·laborava. Els seus múltiples articles eren molt variats i diversos, però, principalment, de temes picarescos, satírics, humorístics, anecdòtics i polítics.
Al Papitu encapçalava les seves cròniques amb el nom de Gambant pel món i signava Faune Vell. A L'Esquella de la Torratxa i a La Campana de Gràcia, amb Ferran d'Egara, Faune Vell i X. En el setmanari picaresc Les Tuies, firmava Faune Jove, i en el setmanari separatista La Tralla, en el qual envestia i ridiculitzava tot allò que s'oposava a les aspiracions de la seva terra, Ferran d'Egara. En altres publicacions utilitzava els pseudònims de N. Ferma Carsareny, Edgar Farrena, Silop, entre d'altres.

També confeccionava novel·letes lleugeres en espanyol per a un editor mig clandestí, amb els noms ficticis de Juan Frenético, Fabian de Espinoza i Javier Rudo. Amb Fernando Salcedo o Jorge Piedrafuego signava novel·letes roses, mentre que amb el nom de família escrivia articles a Cara y caretas de Buenos Aires, i al portaveu del Centre Català de la mateixa ciutat, parlant de Poblet i Santes Creus, de cançons nadalenques i de tota la poesia patriòtica, en un setmanari anticlerical El Peludo, publicava tots els seus articles de La Campana de Gràcia. Les cròniques que redactava en un altre setmanari anomenat L'Auca, les signava En Pipa. A La vida en pseudònim explica:
Aquest pseudònim acabà per ésser el sant i senya que em feia obrir a altes hores de la nit, la porta dels establiments on es reunia una humanitat tan brutal com solidària en una lluita sorda contra la societat que la tenia arraconada.
El processaren per delictes d'impremta, l'any 1923, però el deixaren en llibertat mitjançant una fiança de mil pessetes que feu efectiva un dels sostenidors del periòdic que va publicar els articles assenyalats pel fiscal. Havia demanat que les mil pessetes li fossin donades per passar la frontera i embarcar-se cap a la República Argentina, on tenia un oncle que s'interessava molt per ell. En sortir del jutjat, tirà en cara als del periòdic llur actitud: 
Aquestes mil pessetes haurien estat la meva salvació, però per no perdre-les em condemneu en un altre sentit. Mal profit us facin. Podeu donar-les per perdudes perquè no em presentaré els dies que el jutge ha fixat, em declararan en rebel·lia, i ja podeu córrer darrere meu i de les mil pessetes.
Això s'escaigué amb l'adveniment de la Dictadura de Primo de Rivera. Fugí cap als Pirineus en ple hivern. El guia que li havien recomanat a Balaguer uns amics li digué que els ports eren infranquejables a causa de la neu. Esperà tres setmanes a l'hostal del poble del guia, la major part de les hores a la vora del foc. Se li acabaren els diners. Tornà a Barcelona; les passà tan malament com es podia. No s'acostava a les redaccions. Tenien por, i ell també en tenia una mica perquè l'havien declarat en rebel·lia. Es concedí una amnistia per als delictes d'impremta, però ell no va fer res per acollir-s'hi.
La seva amistat amb els dibuixants i pintors Torres Garcia, Pere Prat, Valentí Castanys, Opisso, Apa i molts altres data d'aquells temps, com també la seva relació amb els escriptors Salvat-Papasseit, Lluís Capdevila, Navarro-Costabella, Puig i Ferreter, Plàcid Vidal, Ignasi Iglésies, Joaquim Ruyra, Francesc Pujol, Alfons Maseres, Pous i Pagès, Joan Oller i Rabassa, etc.
Complí vint-i-cinc anys, l'edat que ell havia fixat per a tornar a casa, és a dir a Terrassa, per a encarrilar la seva vida en l'ordre de les coses de les quals s'havia evadit. Mal reinstal·lat a la seva ciutat nadiua, s'escaigué l'arribada del seu oncle d'Amèrica. Això li permeté de mantenir-se en el seu orgull de no humiliar-se treballant per a aquells als quals no havia volgut supeditar-se, que el miraven amb sornegueria i que ell afrontava amb orgull.

### Maduresa

#### A Terrassa
Arribà el moment en què Ferran Canyameres trencà definitivament amb la vida de bohèmia. Fastiguejat «d'amor a la babalà, d'amistat convencional, de protecció vexant, de vida desordenada», decidí anar a passar uns dies al Santuari de Balaguer, als exercicis del Pare Vallet, recomanat per mossèn Joan Oller i Soler. Aquells deu dies li serviren per analitzar seriosament la seva situació, per reposar i reprendre forces, per canviar de rumb. Les seves impressions les reflectí en uns articles que es publicaren a Crònica Social, un diari catòlic. Al cap de poc va ésser plaçat a la Secretaria de la Cambra Oficial de Comerç i de la Indústria de Terrassa, de la qual acabaria sent el secretari, un any després. Val a dir que encara de tant en tant, en algun setmanari terrassenc satiritzava i ridiculitzava les patums locals.
L'any 1927 es prometé amb Enriqueta Casals, una noia senzilla, de la petita burgesia, filla de vídua, que treballava de mecanògrafa al Banc Hispanoamericà. Tanmateix aquest prometatge produí controvèrsies, discussions, tot un enrenou. Però, salvant totes les dificultats, es casaren el setembre de l'any 1928. Ja a partir del casament l'escriptor va prescindir dels pseudònims, només usant-ne algun que li permetia, a la quieta, d'opinar sobre temes palpitants que l'apassionaven. A La Nau, a D'Ací d'Allà i a Llegiu-me de Barcelona, a la Semaine Egyptienne del Caire, a L'Esprit Français de París, no signava amb nom fictici, com tampoc en altres publicacions de caràcter econòmic on col·laborava per raons del seu càrrec a la Cambra de Comerç i de la Indústria i a altres institucions similars en les quals portà a cap una tasca que, en ésser remarcada pels estaments superiors, culminaren en la realització d'una de les grans aspiracions de la seva vida: viatjar, car l'any 1932, fou nomenat per la República Espanyola, Delegat de les Fires Internacionals de Mostres.
D'aquest període sabem que freqüentava diverses penyes barcelonines: la de Rusiñol, a la llibreria López, actualment Casa del Llibre; la de Prudenci Bertrana, al cafè Colom; la del cafè Austràlia, on anava també Plàcid Vidal, amb el qual l'uní una gran amistat. Continuava relacionant-se amb els escriptors, poetes, periodistes i artistes de l'època i cal recalcar que la seva amistat amb Puig i Ferreter, que anys després es convertiria en enemistat, data d'aquesta època.
A Terrassa fou un dels fundadors del grup Els Amics de les Arts, compost d'escriptors i artistes. Hi organitzà conferències, lectures, exposicions, representacions teatrals, concerts i, els dies festius, alguna costellada o fontada pels voltants de la vila. Al pintor desconegut que prometia, l'emparava, l'encoratjava. Aquest fou el cas del pintor Isidre Òdena, deu anys més jove que ell, que guià i animà a dedicar-se plenament a la pintura. També llegia i s'interessava pels treballs dels escriptors novells, als quals esperonava a donar-se a conèixer.

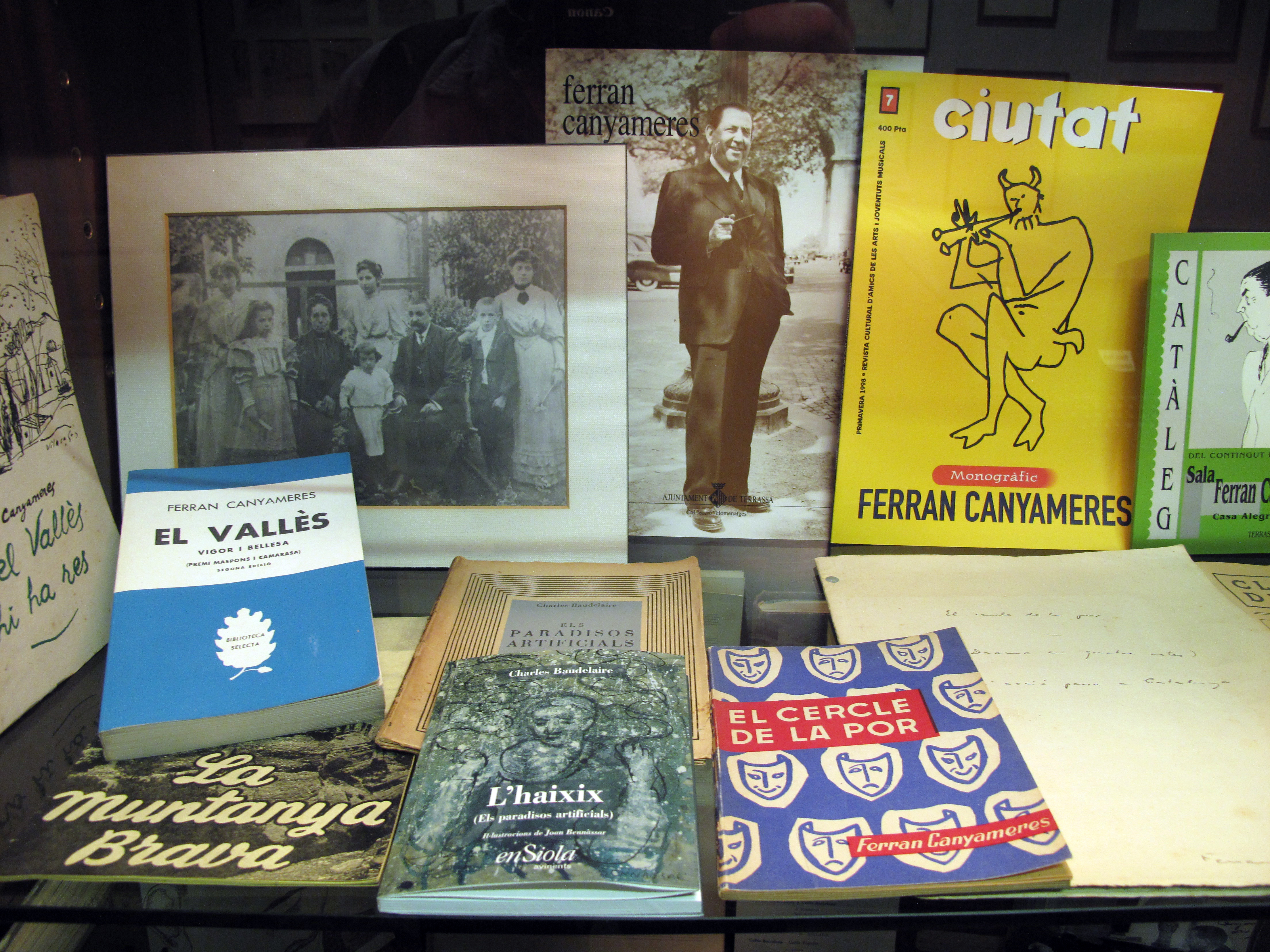
Exposició de les seves obres a la Casa Alegre de Sagrera de Terrassa

Respecte de la seva obra literària, el 1928 li premiaren el drama escènic Clavell de sang. Traduí els Paradisos artificials de Baudelaire, escrigué articles a Meridià, signant Brau Centaure. Redactà records dels seus viatges d'arreu del món que li publicaren alguns altres setmanaris. D'aquesta època destaca una novel·la curta Més enllà del rancor, editada pòstumament l'any 1987. També va escriure unes narracions que porten totes elles l'empremta de la passada vida bohèmia, els títols de les quals són: Novel·la de mals costums, A l'encalç d'una verge, Del cor als peus, Les delícies del cinema. Cal dir que apareixen publicades en el segon volum de l'Obra Completa, editada per l'Editorial Columna, als anys noranta. Tanmateix, aquest període de la seva vida és el menys productiu, literàriament parlant. Ferran Canyameres vivia més que no pas escrivia. No deixà mai, però, d'interessar-se per la literatura i el conreu de les lletres. L'escriptor i el poeta que havia d'ésser no havien sorgit encara.
Al cap d'un temps d'esclatar la Guerra Civil, la seva amistat amb Puig i Ferreter, que primer havia estat elegit diputat al Parlament de Catalunya i que més tard fou nomenat conseller d'Assistència Social, li proporcionà després de marxar amb avió a França, l'any 1936, el càrrec de director de la Llar d'Infants Joaquim Costa, emplaçada a Horta, en un col·legi de jesuïtes. Aquesta nominació, però, li causà molts maldecaps, car era secundat per gent que li disputava el càrrec, sobretot per elements d'ERC, el partit de Puig i Ferreter, els quals, al cap d'un temps, van substituir-lo per un personatge del partit que regia la conselleria d'Assistència Social.

#### L'exili
Arribem a l'any 1939. Ferran Canyameres, seguint la dissort del seu poble, va haver d'exiliar-se, juntament amb milers d'altres catalans. Així, doncs, el trobem a París el gener del 1939, acompanyat del seu fill, ja que havia deixat l'esposa i la filla a Terrassa. Allí, un cop passats els primers dies d'angoixa, trobà llit i taula per a ell i el noi, al restaurant d'un català resident a la capital, un tal Joan Pedret.
Tot seguit, al mes de febrer, va reprendre contacte amb en Puig i Ferreter i la seva amistat prosseguí, fins i tot semblà que, a l'exili, en terra estrangera, es feia més íntima, més forta. Això no obstant, aquesta impressió no durà gaire temps, ja que sorgí una sèrie de fets i actituds que engendraren una tragicomèdia, la qual finalitzà amb la ruptura entre els dos escriptors. En Canyameres, forçat pel capteniment d'en Puig i Ferreter, acabà trencant amb ell i, allunyant-se de París, deixà el seu càrrec de gerent de l'empresa tèxtil Innovations Textiles, que havia fundat amb dos terrassencs, els germans Ballbé, i anà a viure amb el seu fill a un poblet, denominat Bouglainval, a uns 100 km de París.
En aquest lloc es dedicà a escriure la novel·la El gran sapastre, que fou editada l'any 1977 per Agut Editor, i que relata les minúcies del drama i analitza els sentiments dels dos protagonistes. Un cop finalitzada aquesta al mes de març de 1941, l'escriptor en el seu recés, en la pau del camp, dedicà tot el seu temps a escriure. D'aquella època data la confecció de les memòries Quan els sentits s'afinen, De París el fel i la mel i La vida en pseudònim. Molt sovint els seus millors amics, exiliats com ell, el visitaven. Sebastià Gasch, Just Cabot, Rafael Tasis, entre d'altres. I quan ell anava a París no mancava de sortir amb el seu gran amic Gasch, a qui feia partícip de les cabòries i angúnies causades per l'altre amic que s'havia convertit en un enemic endut per la gelosia. Junts voltaven pels carrers de la capital, junts anaven al cinema i als espectacles, entraven als restaurants on acabaren per anomenar-los les deux orphelins. Aquest personatge entranyable inspirà l'escriptor per a escriure la narració L'home que volia patir, que és una vivíssima pintura del París de l'ocupació alemanya.
El mes d'abril del 1942, arribaren després de tres anys de separació, l'esposa i la filla. La família al complet, el drama ferreterià apartat, la vida semblava reprendre sota bons auspicis malgrat la guerra i les restriccions. Fins que s'acabaren les hostilitats el 25 d'agost del 1944 restaren a Bouglainval. Durant aquell període, l'escriptor no deixà d'escriure, de recollir material per fer la biografia sobre Josep Oller (Josep Oller i la seva època) que, més tard, primer en francès, l'any 1946, a París, i després en català, a Barcelona, l'any 1959, seria editat i premiat amb el Premi de la Crítica. Aquest llibre, tot i tractar-se de la biografia d'un català, fill de Terrassa, que creà el Moulin Rouge i tingué altres iniciatives que al cap de més de 150 anys encara subsisteixen avui dia a París, ha estat considerat una obra exemplar com ho demostra en certa manera el Premi de la Crítica, ja esmentat.
La producció literària que prové d'aquesta època és immensa. La narració Claror de nit que es publicarà a París, l'any 1945, amb litografies de Martí Bas, data d'aleshores; així mateix l'obra teatral El cercle de la por, que obtingué el Premi del Teatre Català, Tolosa de Llenguadoc, l'any 1948, i que fou representada pels exiliats catalans del Casal Català de París amb decorats i vestuari del pintor Antoni Clavé. Entren també en la producció d'aquells anys, els contes Món, dimoni i carn i El gos udolà a la mort, que obtingué el Premi Joan Santamaria, a Barcelona, l'any 1958, anomenant-se primer El cas Batllori, narració que evoca un cas sobrenatural ocorregut a la seva ciutat nadiua.
Amb l'esperit en calma, en el silenci i la solitud de la nit, Ferran Canyameres es quedava escrivint fins a les tres o les quatre de la matinada. A banda de la redacció habitual de la seva obra, emprengué una nova tasca: la de poeta. Mai no s'havia dedicat a la poesia i mai més tampoc no escriuria millors poemes com escrigué en aquelles nits que, a les acaballes de la segona guerra mundial, els bombardeigs i les canonades antiaèries de la DCA alemanya n’interrompien molt sovint la inspiració i la creació.
Si de dia llegia, traduïa, escrivia, redactava cartes per als familiars de Catalunya i per als amics catalans dispersats arreu de França i del món, intercalant-ho amb feines com tenir cura de l'aviram, serrar i partir llenya per a la cuina i l'estufa o anar amb bicicleta a la recerca de queviures per les masies disseminades d'aquells encontorns, de nit creava, componia poemes tot fumant en pipa.
Al final de l'any 1942 fundà amb els germans Ballbé, els dos tècnics de la Indústria Tèxtil, l'Editorial Albor que es dedicà a publicar diverses edicions de bibliòfil d'autors catalans il·lustrades per Picasso, Clavé, Grau Sala, Martí Bas, Rebull, Pedro Flores. Aquesta editorial es creà sobretot amb la idea que així que les circumstàncies permetessin a Canyameres traslladar-se a la seva terra, instal·lar-la definitivament a Barcelona, denominant-la amb el mateix nom i amb la intenció d'editar principalment les obres de Simenon. En el Diari íntim, obra pòstuma publicada per l'Editorial Pòrtic, l'any 1972, evoca el viatge que feu a Aiguillon-sur-Mer on es posà en contacte amb el creador de l'inspector Maigret i encetà una entranyable amistat amb l'escriptor belga. Repetí la visita uns mesos després, aquest cop a La Rochelle, on Simenon s'havia instal·lat en un castell. Tornà del viatge amb el contracte signat el qual li donava dret a traduir i publicar a Barcelona tots els seus llibres.
Després de viure les inclemències de la guerra que, sobretot els últims mesos, foren duríssimes a causa dels bombardeigs, esdevingué l'alliberament el 25 d'agost del 1944. Però a Bouglainval succeí una mica abans: el dia 16. Sobre aquests fets, molt en parla també en el Diari íntim, dietari que va escriure al llarg de la guerra, sota l'ocupació alemanya. A instàncies de l'esposa i del fill, es parlà de tornar a París. Val a dir que l'escriptor no s'acabava de decidir, ja que es trobava molt bé en la pau campestre d'ençà que les hostilitats havien finalitzat. Al mes de setembre, però, pocs dies abans de la rentrée, la família es reinstal·là en l'apartament que Canyameres conservava al barri de Montparnasse. Un habitatge molt petit, tipus taller d'artista, on viuria fins al juliol del 1949, data que retornà a Catalunya.
Durant els anys de vida parisenca continuà la seva tasca d'escriptor, sobretot a la nit, car durant el dia li era impossible treballar en aquell espai tan reduït, on acollia compatriotes exiliats que el visitaven a tota hora i que molt sovint compartien el dinar i el sopar amb la família, allargant la sobretaula fins avançades hores de la nit. En aquella època portà a terme amb eficàcia la direcció de l'Editorial Albor, donant prova d'una gran activitat. A més a més de la feina que ja comportava l'edició d'una obra, havia d'estar constantment en contacte amb els intel·lectuals catalans, escriptors i pintors, els quals tard o d'hora col·laboraven amb l'Editorial. L'any 1948, aquesta publicà el llibre Ofrena a París dels intel·lectuals catalans a l'exili, obra en la qual participaren tots els poetes, escriptors i artistes disseminats per París i França. En aquells moments tingué un gran ressò.
Ferran Canyameres també anava traduint i, així mateix, feia traduir les obres de Simenon (més de cent en total) en vista de les pròximes publicacions en castellà que es portarien a terme a Barcelona. En aquesta tasca hi participaven gent de lletres com Rafael Tasis o Just Cabot. Fou també un gran promotor de la cultura catalana a l'exili, ja que contribuïa a fomentar-la en actes tals com l'homenatge a Pompeu Fabra que s'esdevingué el febrer del 1947, a Prada de Conflent, any en què l'eminent gramàtic complí 80 anys. Formà part del comitè executiu a tall de tresorer. L'any següent fou nomenat Secretari dels Jocs Florals de la Llengua Catalana. L'acte se celebrà a París, al mes de novembre del 1948, en el gran amfiteatre de la Sorbona que s'omplí de gom a gom. Fou conseller de l'Associació d'intel·lectuals catalans Cultura Catalana; col·laborà a la Revista de Catalunya i a la redacció d'un diccionari Català-Francès i Francès-Català.

#### El retorn
S'acostava però el seu retorn a Catalunya. L'esposa i el fill Jaume, l'any 1947, feren un viatge de prospecció per veure i comprovar la possibilitat de regressar sense cap perill. L'any següent, ell mateix, acompanyat de la filla Montserrat, repetiren el viatge i, després de visitar els uns i els altres, de treure les pròpies conclusions, de lligar caps de cara a les futures edicions simenonianes, retornà a París amb la intenció ben ferma de repatriar-se aviat i d'instal·lar-se definitivament a Barcelona. A principi de l'any 1949, feu un segon viatge, llogà un pis al carrer Rosselló, núm. 473, a la capital catalana i hi traspassà els mobles de la casa de Terrassa. D'aquesta anada també data el contracte que signà amb l'Editorial Aymà, la qual es comprometia a editar les obres de Simenon fins a l'aparició de l'Editorial Albor a Barcelona.
El juliol d'aquell mateix any, Canyameres amb l'esposa i la filla, ja que el fill es quedava a París ocupant l'estudi de la rue Armand Moisant, traspassà la frontera no gaire convençut, però, de l'èxit d'aquell retorn, i amb certa recança al cor, perquè encara que l'enyorança i l'amor a la pàtria el feien tornar, no oblidava que aquell retorn sota el règim franquista era una capitulació per part seva.
Si en la dècada dels anys quaranta, i sobretot fins al 1945, creà una gran part de la seva obra literària, els anys cinquanta foren els anys que la feren conèixer al públic de Catalunya. Aquells poemes inspirats i escrits en el seu recés, durant la guerra, a Bouglainval, aparegueren en tres edicions l'any 1951 sota els títols de Migtemps, Com el Vallès no hi ha res i La Muntanya Brava. La sorpresa fou gran, perquè ningú no s'esperava que l'escriptor s'hagués convertit en poeta. La crítica acollí molt bé aquests tres llibres amb dibuixos d'Antoni Clavé el primer, i de Francesc Serra, Joan Vila Casas i Pere Prat i Ubach, el segon.

En el pròleg de Migtemps, Joan Oliver ens diu:
Tanmateix aquest escriptor, ja del tot cristal·litzat, ens tenia reservada una sorpresa. Resultat d'algun empelt subreptici i tardà en una branca mig oculta, esclata tot just sota la darrera gran tempesta europea, una flor sobtosa: la poesia de Ferran Canyameres.
De Com el Vallès no hi ha res, que canta la bellesa de la seva comarca nadiua i que reflecteix l'enyorança que a l'exili sentia el poeta per la terra que havia recorregut pam a pam i que coneixia tan bé, Salvador Espriu comenta:
Hi ha en aquest llibre del Vallès una autèntica emoció lírica i, a més, un esbalaïdor domini de l'ofici, una riquesa de llenguatge que fa rodar el cap. En aquest sentit, és un dels llibres de versos més remarcables que he llegit darrerament. A vegades, hom se sent temptat, enmig d'un fort sentiment d'envejosa admiració, de demanar-li mercè, car fa del seu instrument el que vol.
Havent fixat la seva residència a Barcelona no deixà però d'anar freqüentment a París, amb la intenció que no li caduqués la Carte de Séjour francesa. De l'any 1949 a l'any 1954 repetí molt sovint els viatges i els estatges més o menys llargs a la capital francesa i aprofitava aquell anar i venir per portar, entre altres coses, encàrrecs i diners a famílies d'exiliats.
El 1952, s'associà amb un terrassenc i fundà altre cop l'Editorial Albor, ubicada primerament a la Rambla de Santa Mònica. I quan tot estava a punt per traslladar l'editorial i l'habitatge a la Rambla de Catalunya, núm 68, fou detingut. Era el 12 de juny del 1954.
Aquella detenció, que el sacsejà profundament, fou causada per l'ajut que prestà a Joan Comorera, llavors Secretari General del PSUC. Com és sabut, Comorera es desplaçà a Barcelona, l'any 1951, per amagar-s'hi, després de les grans tensions que hi van haver dins el Comitè Central d'aquest partit de tendències estalinista i espanyolista. Comorera, de tendències comunista i separatista, preferí fugir i traspassar la frontera de retorn a Catalunya.
Immediatament després de la detenció de Canyameres, la policia registrà el seu domicili, on trobà un calaix de la seva taula de despatx amb més de dues mil fitxes amb noms i adreces. Aquesta troballa feu creure als germans Creix que, a més a més de detenir dues importants personalitats polítiques, havien fet una descoberta fabulosa amb el fitxer. Aviat però, s'adonaren que s'havien equivocat. En primer lloc van comprovar que l'escriptor no era cap personatge polític, ja que no estava afiliat a cap partit, sinó que era simplement un enllaç de Comorera. No obstant això, en aquella època, amb aquest fet ja n'hi havia prou per carregar-se-la de debò. En segon lloc, van adonar-se que al fitxer hi havia les múltiples amistats i coneixences personals del detingut, car Canyameres tenia el costum de fer una fitxa amb el nom i l'adreça de cada persona que tractava. En el voluminós fitxer hi havia des de personalitats del món de la cultura i de la política, representants consulars i de l'Església, etc., fins a la portera, el lampista i el sabater del barri.
No cal dir que les conseqüències provocades per aquella detenció foren desastroses per a l'escriptor, la seva família i l'editorial que acabava d'emprendre un nou rumb. L'estada de Ferran Canyameres a la Via Laietana durà més d'un mes, del 12 de juny al 20 de juliol, data en la qual ingressà a la Model. És a dir que va estar confinat als calabossos de la Jefatura dormint per terra, primer embolcallat en una manta i després sobre un matalàs inflable. Les nits eren insuportables, ja que s'omplien de tota mena de gent sorollosa que, la majoria, desapareixia l'endemà al matí. Més d'un mes respirant aquella atmosfera molt més desagradable, segons ell, que la de la mateixa presó. Cap a la una del migdia i a les set del vespre, pujava al primer pis on l'esperava la família i l'advocat. Si el tractament dels germans Creix no fou brutal, aquella estada a la Via Laietana el destarotà per complet.
Què passava en concret? Per què no el deixaven en llibertat provisional o no el traslladaven a la Model com ho havien fet amb en Comorera? El cas és que esperaven ordres de Madrid, que feien certes diligències. Si del dirigent comunista sabien exactament de qui es tractava, de Canyameres no. L'interrogaven, buscaven indicis, no s'acabaven de creure, ni la policia ni el jutge -sobretot aquest últim, que de seguida estigué indisposat en contra d'ell més que pel fet de la detenció en si, per una Oda a Madrid que circulava aleshores i que li trobaren entre els papers guardats- que aquell personatge que havien agafat no fos algú important en el món de la política del país. Allò també que els va confondre, fou el gran nombre de persones influents que s'interessaven per ell.
Al llarg d'aquells dies que no acabaven mai de passar, els germans Creix donaven a entendre que no el transferirien a la presó, sinó que li donaven esperances que sortiria al carrer sota llibertat provisional tan aviat arribessin ordres de Madrid. Debades, perquè el 20 de juliol del 1954, la notícia del seu ingrés a la Model li produí un gran trastorn. Si sis setmanes abans havia entrat a la Jefatura de Policía en bones condicions físiques i morals, en sortia aleshores en un estat desastrós que repercutiria ja per sempre en la seva salut i en la seva vida. Llavors tenia 56 anys. Acusat del delicte d'ajuda a la rebel·lió militar fou empresonat fins a l'estiu de l'any 1955. La família feu les diligències oportunes per fer-li l'estada a la presó més suportable i la més curta possible però, com és costum per a tots els presos que hi ingressen, estigué deu dies incomunicat en una galeria especial, passant a continuació a la galeria de presos polítics. Al cap de dos mesos, començà a trobar-se malament de salut i fou traslladat a la infermeria, on romandria fins a la primavera, data en la qual sortí de la Model per anar a l'Hospital Militar. En aquest lloc es va refer una mica i gaudí de més llibertat, car podia passejar pel recinte i rebre visites amb més assiduïtat. El 16 de juny del mateix any obtingué la llibertat provisional.
Al llarg de la seva estada a la presó, sobretot els primers temps, l'escriptor se sentia massa inquiet, massa preocupat per tot el que passava en aquell sinistre ambient que desconeixia totalment. No tenia esma per escriure i es distreia llegint els llibres de la biblioteca. Més endavant s'aconseguí, a petició seva, fer-li arribar material per treballar, com alguns llibres, manuals i diccionaris. Va escriure poemes i en feu el recull que porta per títol Hores de prova i de retrobament, i que sortí publicat en el tercer volum de l'Obra Completa, editada per l'editorial Columna, als anys noranta. És una poesia que duu l'empremta d'aquells dies atziacs i tristos, és una mostra palpable de l'empresonament del qual el poeta en conservaria un record vivíssim en el seu esperit i en la seva carn durant els pocs anys que li restaven de vida. Aquest recull inclou un llarg poema titulat Oda a la pipa que fou premiat als Jocs Florals de Buenos Aires del 1960.
Posat en llibertat provisional, es reintegrà a la vida social i cultural de Catalunya amb més ganes i més empenta que mai, com assedegat, però delicat de salut. Pel Nadal de l'any 1955, publicà un altre llibre de versos, editat per la mateixa Editorial Albor, titulat Poesia Secreta, amb una declaració de Joan Triadú i quatre dibuixos de Picasso.
La nit del 7 de març del 1956, fou representada amb molt d'èxit en una única sessió al Palau de la Música Catalana, per l'Agrupació Dramàtica de Sant Lluc, l'obra de Paul Claudel L'anunciació a Maria, en versió catalana de Joan Oliver i Ferran Canyameres, la qual editaria l'editorial Raixa l'any 1958.
L'Editorial Albor continuava publicant amb penes i treballs les obres de Simenon i alguna novel·la policíaca d'algun altre autor dedicat a aquest gènere, com també altres llibres de temes diversos entre els quals destaca Vida i miracles de Santiago Rusiñol que amb el pseudònim de Jordi Estarelles, Canyameres s'encarregaria d'editar. Manuel de Pedrolo, que aleshores treballava a l'editorial, anà recollint, elaborant i ordenant tot aquell material fins que al cap d'uns quants mesos es va trobar amb més de dues-centes pàgines a les mans per ells parlades i per Canyameres escrites. "Ells" eren el mateix escriptor acompanyat de Joan Oliver, Jaume Passarell i Salvador Soler Forment que explicaven facècies, exposaven punts de vista sobre l'obra i la vida de l'autor. D'aquella època també és la biografia, escrita per l'escriptor i editada per Albor, de Maria Sanmartí, mare del pintor Antoni Clavé, que es dedicà a la pintura els últims anys de la seva vida. En una edició de bibliòfil va publicar els Escrits de Vilacasas amb textos i gravats de l'artista.
Aviat però, el primer soci es retirà de l'afer i el següent no millorà pas tampoc la marxa de l'editorial que acabà la seva curta existència l'estiu del 1958, sacsejada pels avatars soferts per qui n'havia estat el fundador. Entretant, el 12 de setembre del 1956 se celebrà el judici de la causa Comorera i el veredicte fou 30 anys de presó per aquest últim i dos anys per Canyameres. Tanmateix com que ja havia estat reclòs un any seguit i, emparant-se també en algun indult, li quedaren uns tres mesos de presó per complir. L'any 1957, després de la diada de Reis, ingressà de nou a la Model, en un estat menys neguitós i menys inquiet que la primera vegada. No obstant això, covava en el seu interior l'angoixa i la indignació que procurava dissimular però que traslluïa a través de la seva mirada i del seu posat.
Aprofità aquella segona reclusió per treballar de valent. Traduí, escrigué i, fins i tot, prengué nota de fets curiosos i anecdòtics que relataven els presos. Anotà, també, l'argot que empraven aquests, llurs acudits i llurs cançons. A la primavera d'aquell mateix any, sortí ja definitivament del carrer Entença.
Pocs dies després d'haver estat alliberat, l'Editorial Aymà publicà dins la col·lecció del Club dels novel·listes, la traducció de Canyameres de la novel·la El bon assassí d'Antoon Coolen, obra que havia estat traduint durant el seu primer estatge a la presó. L'Editorial Albor que es mantingué dempeus un any més, acabà per tancar. A partir d'aquell moment, l'escriptor ja no intentà emprendre cap més afer dins del ram editorial, i es dedicà per complet al conreu de les lletres.
D'aquella època data la publicació d'El gos udolà a la mort, que guanyà el premi Joan Santamaria; de Josep Oller i la seva època, que s'emportà el premi de la Crítica, i de Quan els sentits s'afinen. L'any 1959, redactà la monografia El Vallès, vigor i bellesa, que obtingué el premi P. Maspons i Camarassa. Així mateix, aquell mateix any aparegué París en l'obra de Gaspar Miró, text que fou escrit en ocasió de complir-se el centenari del naixement d'aquest artista català que havia triomfat a França, lluny de la seva terra. Aquesta obra fou llegida per l'autor a la clausura de l'exposició-homenatge organitzada pel Foment Vilanoví, ja que el pintor era fill de Vilanova i la Geltrú.
En els anys que seguiren, es van editar obres seves que, bé ja havia escrit a París com Món, dimoni i carn, composta de dues narracions: L'home que volia patir i El misteri de Clara, publicades per l'editorial mallorquina Raixa, o bé que va escriure aleshores com Clavé, un solitari, biografia d'aquest pintor, gran amic seu. Així mateix va traduir El Mas Sant Miquel de l'escriptor rossellonenc Miquel Maurette i que també fou editat per Raixa.
Quant a la lingüística, en aquella època va poder posar ordre en un diccionari de termes marítims que durant l'exili havia anat traduint del francès, amb noves aportacions lingüístiques, de gran interès morfològic, que ja feia anys anava confeccionant i preparant. Aquest Diccionari de Marina el publicaria l'Editorial Pòrtic, l'any 1987. D'altra banda, també anava treballant en un recull de locucions adverbials, prepositives i conjuntives, girs de frases, expressions figurades, familiars i trivials —unes tres mil fitxes— que aportava a la nostra llengua un innegable llegat. EDHASA, als anys setanta, estigué a punt de publicar-lo, revisat pel lingüista Joan Martí però, malauradament, a causa d'una sèrie de problemes poc clars, no es va dur a terme l'edició amb l'afegitó que l'esmentada editorial, en el moment de tornar les fitxes, adduí que s'havien perdut.
Els últims anys l'empenta creadora de l'escriptor anà minvant a causa de l'edat i, sobretot, de la salut. Ell, però, continuava participant en tots els actes catalans d'aquells moments. Assistia als Premis de Santa Llúcia; a la firma de llibres, per la diada de Sant Jordi; a Cantonigròs, a l'estiu; als Jocs Florals de la plaça de la Llana, per la Mercè i als del Genêt d'Or, a Perpinyà, al mes de maig. Així mateix, contribuí amb la seva presència a mantenir el caliu dels pocs cenacles que vetllaven per la cultura catalana, tals com la penya Santamaria, la tertúlia entorn de l'escriptor Gaziel, la penya de Rafael Tasis i les Borbolles poètiques a casa d'en Joan Colomines, entre d'altres.
Pel mes de gener del 1963 Canyameres caigué malalt de gravetat sota els efectes d'una pulmonia i arribà a les portes de la mort. No obstant reaccionà favorablement i, a poc a poc, anà recuperant-se i reprengué la seva tasca d'home de lletres. D'aquest any data l'edició en castellà de Josep Oller i la seva època que Plaza & Janés publicà amb el títol José Oller, el hombre del Moulin Rouge. En aquells moments preparava una biografia sobre Picasso encarregada per l'Editorial AEDOS; treballava, així mateix, en un estudi, publicat l'any 1971, sobre la vida de la dansarina Roseta Mauri, filla de Reus, que havia triomfat i viscut a la capital francesa a primers de segle, convertint-se en la primera ballarina de l'Òpera de París. Redactà el llibre en castellà Carlos Baca Flor, un pintor peruà que després d'estudiar a Roma, destacà a Europa amb els grans artistes de final del segle xix, com a retratista del món financer, polític i religiós. Tot i que realitzà llargues estades a Nova York, Irlanda i Espanya, la major part de la seva vida la passà a la capital francesa on morí en el seu taller de Neuilly-sur-Seine, prop de París. L'esmentada biografia fou editada l'any 1980 per Agut Editor, amb una introducció de Jean Cassou i un estudi crític de Rafael Benet.
L'escriptor col·laborava també a les poques revistes catalanes que aleshores sortien. A Serra d'Or, al Pont, a Inquietud, a El Llibre de tothom, a la mallorquina Ponent i a d'altres d'Amèrica Llatina: Ressorgiment de Buenos Aires; Pont Blau de Mèxic, entre d'altres. Ràdio Nacional d'Espanya a Barcelona li encarregà entre 1961 i 1963 dos programes amb patrocini de Muebles Juliachs. L'un es titulava Leyendas y tradiciones i l'altre El personaje y su anécdota. Són un conjunt d'històries o anècdotes sobre personatges llegendaris i tradicionals, el primer, i reals, actuals, coneguts o anònims, el segon, que l'autor havia anat trobant al llarg de la seva vida. També aleshores, de tant en tant donava alguna conferència sobre la belle époque o sobre figures catalanes que s'han obert camí a les ribes del Sena, ja que aquest era un dels seus temes preferits que coneixia molt bé.
A la tardor del 1963, emprengué un viatge a París per tal de cercar documentació per a la biografia de Roseta Mauri que duia a terme juntament amb Josep Iglésies. S'hi quedaria fins als voltants de Nadal. Aquest seria el darrer viatge a la capital francesa. A més a més de veure's amb el seu fill i els nets aprofità aquella anada per visitar els bons amics que encara romanien a la capital.
L'any 1964, no se sap ben bé perquè però com dut per uns indicis premonitoris, es dedicà a ordenar tota la seva obra escrita i el seu arxiu personal que contenia escrits inèdits i publicats, epistolaris, dietaris, documents, notes, fotografies i dibuixos. S'ocupà així mateix del seu testament, elegint set marmessors a fi d'evitar la dispersió de la seva producció literària, posant-la sota la custòdia d'aquestes persones: Salvador Espriu, Rafael Tasis, Albert Manent, Josep Vidal Canyameres, el pare Marc Taxonera, Joan Agut i Montserrat Canyameres. Cal dir que aquest llegat literari està ubicat a l'Arxiu Històric Comarcal de Terrassa, des de l'any 2000, encara que havia estat emplaçat anteriorment a la Casa-Museu Alegre de Sagrera de Terrassa, a la Sala Ferran Canyameres, des del moment en què la seva filla Montserrat n’havia fet la donació l'any 1986. Tot i que la sala de l'escriptor continua oberta al públic amb la mostra dels seus objectes personals, retrats i dibuixos, la producció literària es troba a l'Arxiu terrassenc per poder ser consultada més fàcilment.
A la primavera, passà una temporada a Mallorca, a Santanyí, acompanyat del seu fill. Allí li arribà la notícia de la mort del seu amic Agustí Calvet, Gaziel, que l'afligí moltíssim com també, a aquest traspàs, se n’hi afegiren d'altres: Julià Gual, el seu cunyat Antoni Martí, Joan Santamaria, Carles Riba, Just Cabot, Josep Sebastià Pons, Maria Sanmartí... Al seu retorn de Mallorca signà el contracte amb l'Editorial Bruguera que anava a editar-li De París, el fel i la mel seguit de La vida en pseudònim.
A començament de l'estiu feu un viatge a Perpinyà. Arribaren les festes de la Mercè. Aquells dies anava atrafegat i cansat, ja que estava preparant una conferència sobre Pere Aldabert, personatge molt patriota, amic íntim d'Àngel Guimerà que fundà l'any 1870 el setmanari La Gramalla, i més endavant, El Renaixement i La Pàtria Catalana. Canyameres n’havia de fer la lectura el dia 29, al cercle sardanista del carrer Petritxol, malauradament el dia 27, a la tarda, una embòlia cerebral li estroncà la redacció, morint al cap d'unes hores, és a dir a la matinada del dia 28 de setembre.
Com a epíleg remarcarem que Ferran Canyameres dedicà tota la seva vida i la seva obra a Catalunya, la seva terra, i al català, la seva llengua. Els seus contes, les seves novel·les autobiogràfiques porten totes l'empremta del seu país i, sobretot, de la seva comarca nadiua, el Vallès; retraten a meravella els homes que l'habiten, els costums que s'hi mantenen, la bellesa que s'hi reflecteix, el tarannà que hi trasllueix a través dels costums ancestrals. L'obra poètica, encara realça amb més sensibilitat, amb més delicadesa l'amor que sentia per la seva pàtria. Àdhuc gaudia traient de l'oblit figures insignes que havien viscut i triomfat fora de Catalunya i que ell, seguint el seu rastre, recollint material ací, prenent notes allà, donava a conèixer als seus compatriotes mitjançant llibres i conferències. I si arribà a escriure el català emprant un lèxic d'una riquesa esbalaïdora, tal com remarca el poeta Salvador Espriu, fou a força d'escriure sense descans, de treballar hores i hores amb el diccionari d'en Pompeu Fabra al costat, consultant i aplicant les normes fabrianes, amb una dedicació total, abstret en la tasca d'enriquir i expandir la nostra llengua. I tot això per servir, lloar i enlairar la nostra Pàtria.

## Obra
L'obra de Ferran Canyameres i Casamada és íntegrament dipositada a Google llibres, vegeu el lligam corresponent a cada obra aquí davall.

### Poesia
- Migtemps, 1950, publicat a Aymà Editors (A Google Llibres En pdf)
- Com el Vallès no hi ha res, 1951, publicat a Aymà Editor (A Google Llibres En pdf)
- La muntanya brava, 1951, publicat a Aymà Editor (A Google Llibres En pdf)
- Poesia secreta, 1955, a Editorial Albor de Barcelona (A Google Llibres En pdf)
- Hores de prova i de retrobament, publicat a Obra Completa volum III el 1993, a Editorial Columna (A Google Llibres En pdf)

### Prosa poètica
- El paisatge, publicat a Obra Completa volum III el 1993, a Editorial Columna (A Google Llibres En pdf)
- L'amor esquiu, publicat a Obra Completa volum III el 1993, a Editorial Columna, 1993 (A Google Llibres En pdf)

### Prosa

#### Monografies
- El Vallès (vigor i bellesa), publicat el 1961 a Editorial Selecta (A Google Llibres En pdf)

#### Obra autobiogràfica
- Barcelona a vol d’infant, publicat el 1949 a Editorial Albor (A Google Llibres En pdf)
- Quan els sentits s'afinen, publicat el 1959 a Editorial Selecta (A Google Llibres En pdf)
- De París, el fel i la mel, publicat el 1965 a Editorial Bruguera (A Google Llibres En pdf)
- La vida en pseudònim. De París, el fel i la mel, publicat el 1965 a Editorial Bruguera (A Google Llibres En pdf)
- Diari íntim, publicat el 1972 a Editorial Pòrtic (A Google Llibres En pdf)
- El gran sapastre, publicat el 1977 a Agut Editor (A Google Llibres En pdf)

#### De ficció
- Claror de nit, publicat el 1945 a Editorial Albor (A Google Llibres En pdf)
- El gos udolà a la mort, Premi Joan Santamaria, publicat el 1959 (A Google Llibres En pdf)
- Món, dimoni i carn, publicat el 1962 a Editorial Moll (A Google Llibres En pdf)
- Més enllà del rancor, publicat el 1986 a Editorial Laertes (A Google Llibres En pdf)
- Les folles del mas, publicat el 2009 a Editorial Ensiola (A Google Llibres En pdf)

#### Biogràfica
- L’homme de la belle époque, publicat en francès el 1946 a Éditions Universelles (A Google Llibres En pdf)
- Maria Sanmartí, publicat el 1954 a Editorial Albor (A Google Llibres En pdf)
- Josep Oller i la seva època. L’home del Moulin Rouge, publicat el 1959 a Editorial AEDOS (A Google Llibres En pdf)
- París en l’obra de Gaspar Miró, publicat el 1960 pel Foment Vilanoví, de Vilanova i la Geltrú (A Google Llibres En pdf)
- Clavé, un solitari, publicat el 1963 a Editorial Alcides (A Google Llibres En pdf)
- La dansarina Roseta Mauri (1850-1923) Volum 1, publicat el 1971 per l'Associació d’Estudis Reusencs (A Google Llibres En pdf)
- La dansarina Roseta Mauri (1850-1923) Volum 2, publicat el 1971 per l'Associació d’Estudis Reusencs (A Google Llibres En pdf)
- Carlos Baca Flor (1867-1941), publicar el 1980 per Agut Editor (A Google Llibres [https: A Google Llibres] En pdf)

### Teatre
- El cercle de la por, publicat el 1957 a Editorial Nereida (A Google Llibres En pdf)
- Clavell de sang, publicat el 1993 a Obra Completa, volum III', a Editorial Columna (A Google Llibres En pdf)

### Diccionari
- Diccionari de marina, publicat el 1983 a Editorial Pòrtic (A Google Llibres En pdf)

### Edició de l'Obra completa
- Obra completa Volum I, publicada el 1992 a Editorial Columna (A Google Llibres En ``pdf``).
  - Quan els sentits s'afinen
  - De París el fel i la mel
  - La vida en pseudònim

- Obra completa Volum II, publicada el 1993 a Editorial Columna (A Google Llibres En ``pdf``).
  - Claror de nit
  - El gos udolà a la mort
  - Món, dimoni i carn
  - Més enllà del rancor
  - Les delícies del cinema
  - Novel·la de mals costums
  - A l'encalç d'una verge
  - Del cor als peus
  - A vol trencat
  - Les folles del mas

- Obra completa Volum III, publicada el 1993 a Editorial Columna (A Google Llibres En ``pdf``).
  - Migtemps
  - Com el Vallès no hi ha res
  - Poesia secreta
  - Hores de prova i de retrobament
  - El paisatge
  - L’amor esquiu
  - Clavell de sang
  - El cercle de la por

- Obra completa Volum IV publicada el 1994 a Editorial Columna (A Google Llibres En pdf).
  - El gran sapastre
  - Diari íntim

- Obra completa Volum V, publicada el 1995 a Editorial Columna (A Google Llibres En pdf).
  - Josep Oller i la seva època. L’home del Moulin Rouge
  - Maria Sanmartí
  - Clavé, un solitari
  - París en l’obra de Gaspar Miró
  - Artistes i músics catalans a París
  - Semblances, facècies i anècdotes
  - El Vallès (Vigor i bellesa)

- Obra completa Volum VI, publicada el 1996 a Editorial Columna
  - Epistolari (1939-1951) (A Google Llibres En pdf).